# Nepenthes madagascariensis
Nepenthes madagascariensis este o specie de plante carnivore din genul Nepenthes, familia Nepenthaceae, ordinul Caryophyllales, descrisă de Jean Louis Marie Poiret. Conform Catalogue of Life specia Nepenthes madagascariensis nu are subspecii cunoscute.

## Galerie de imagini

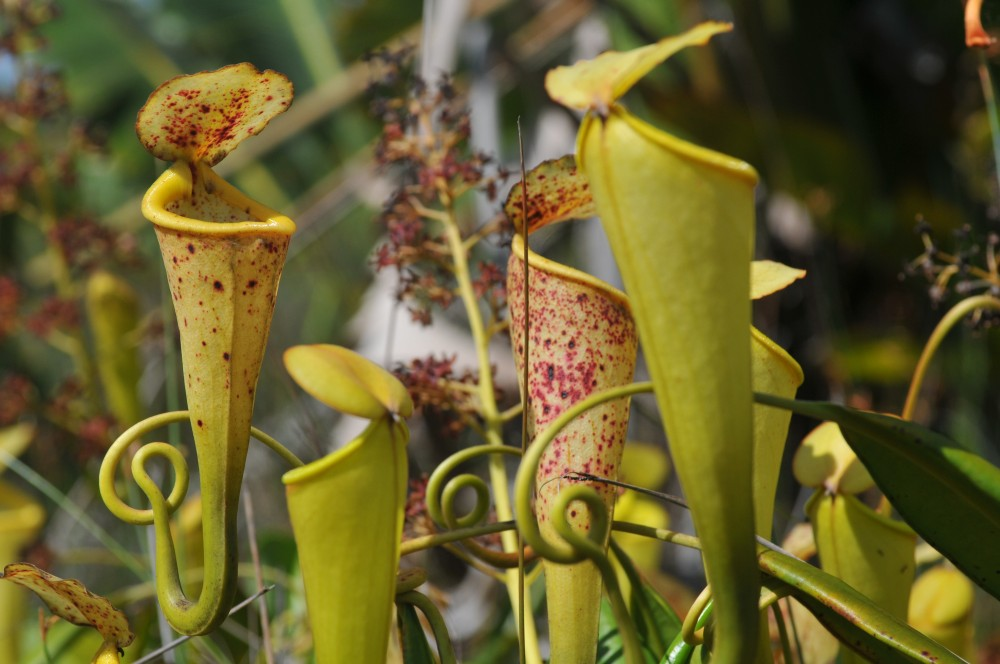
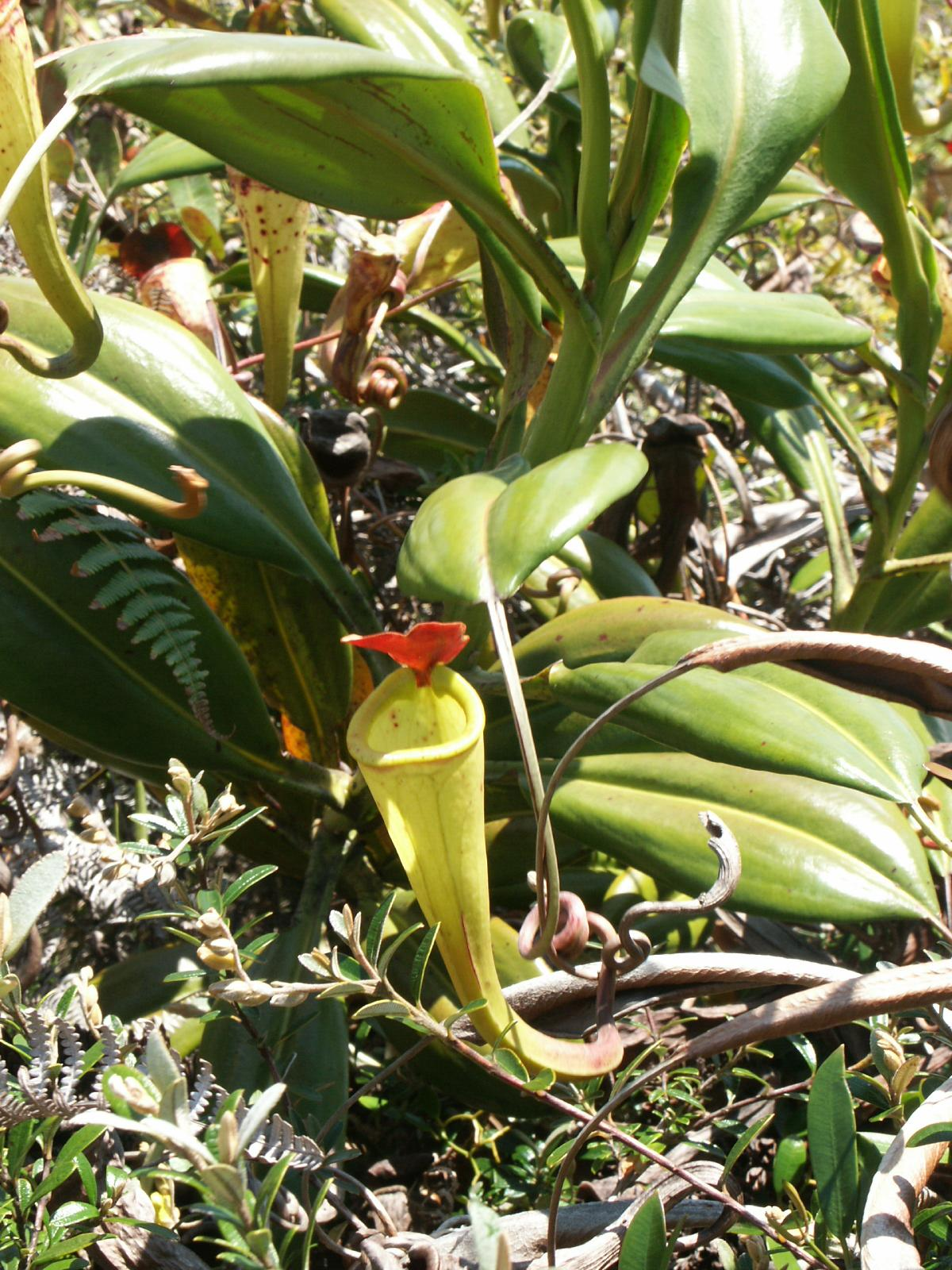
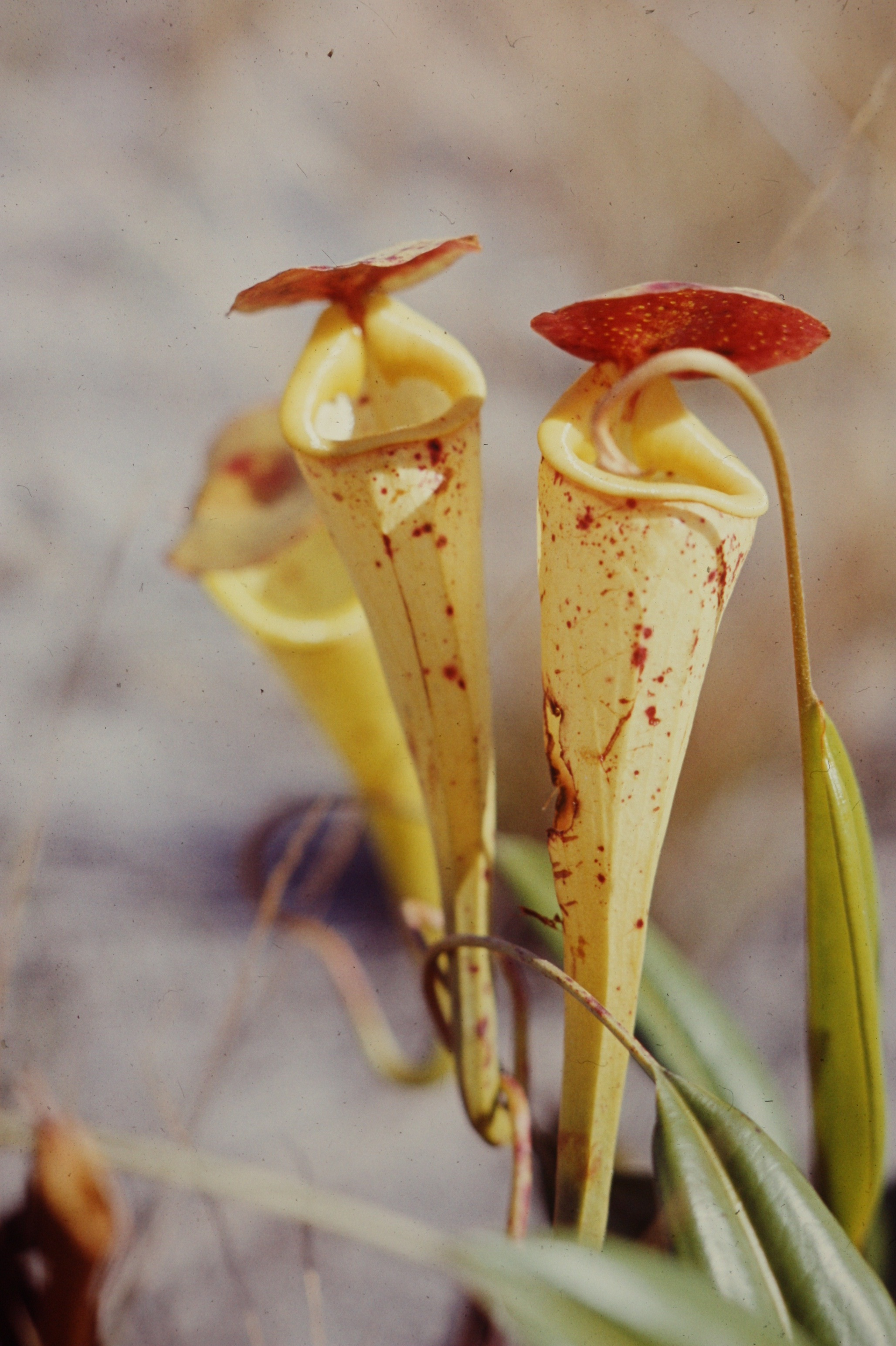
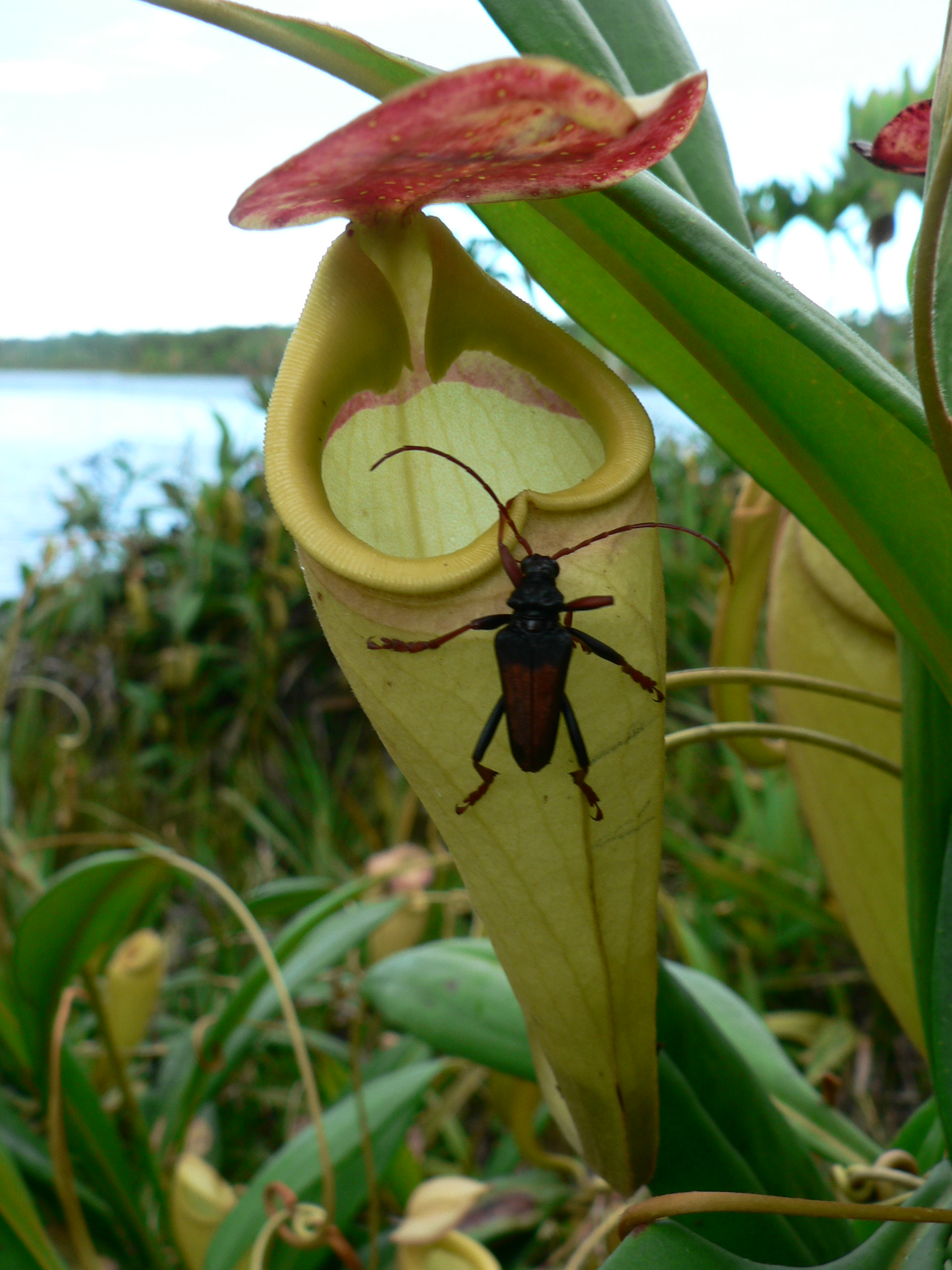
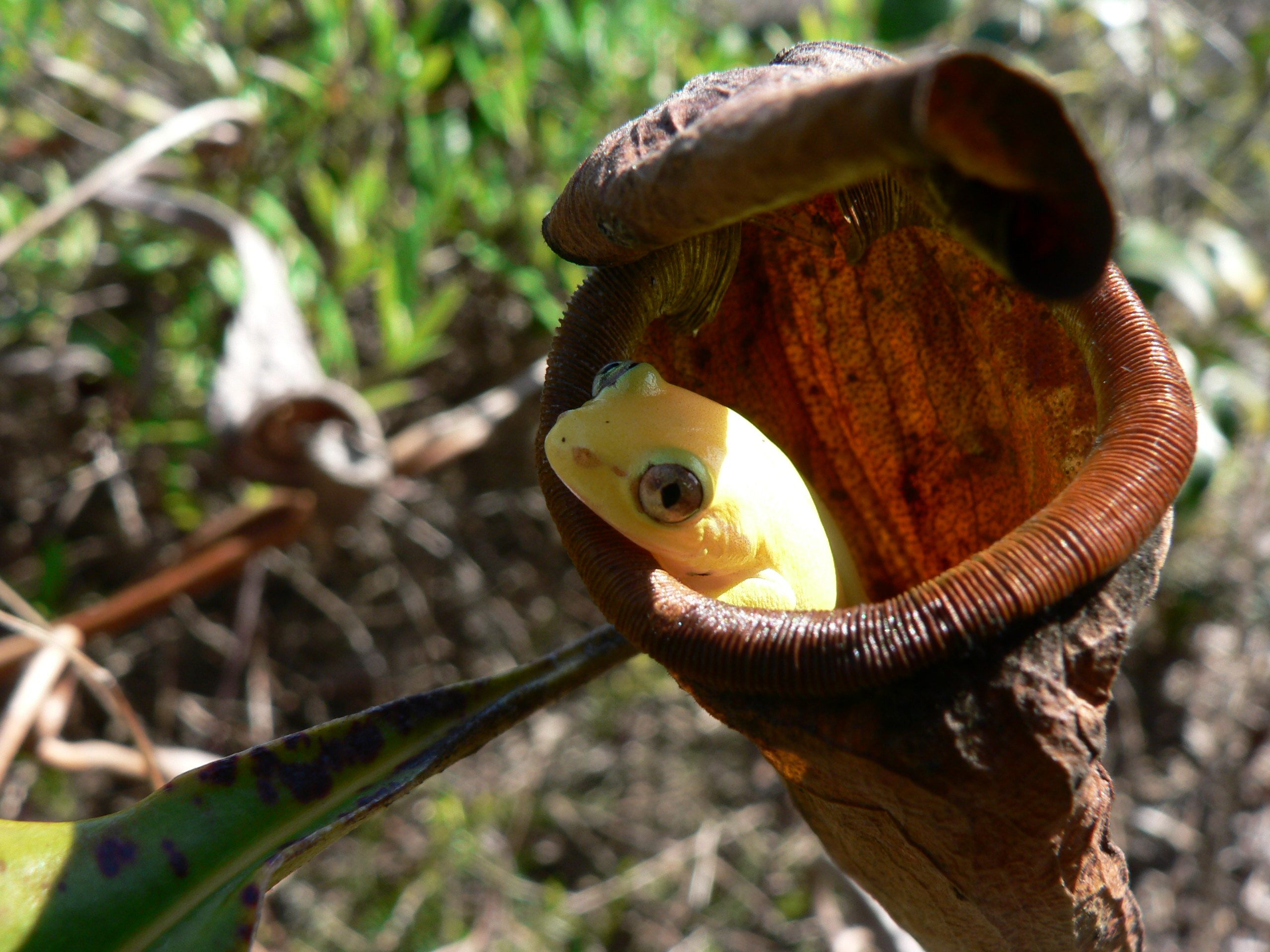
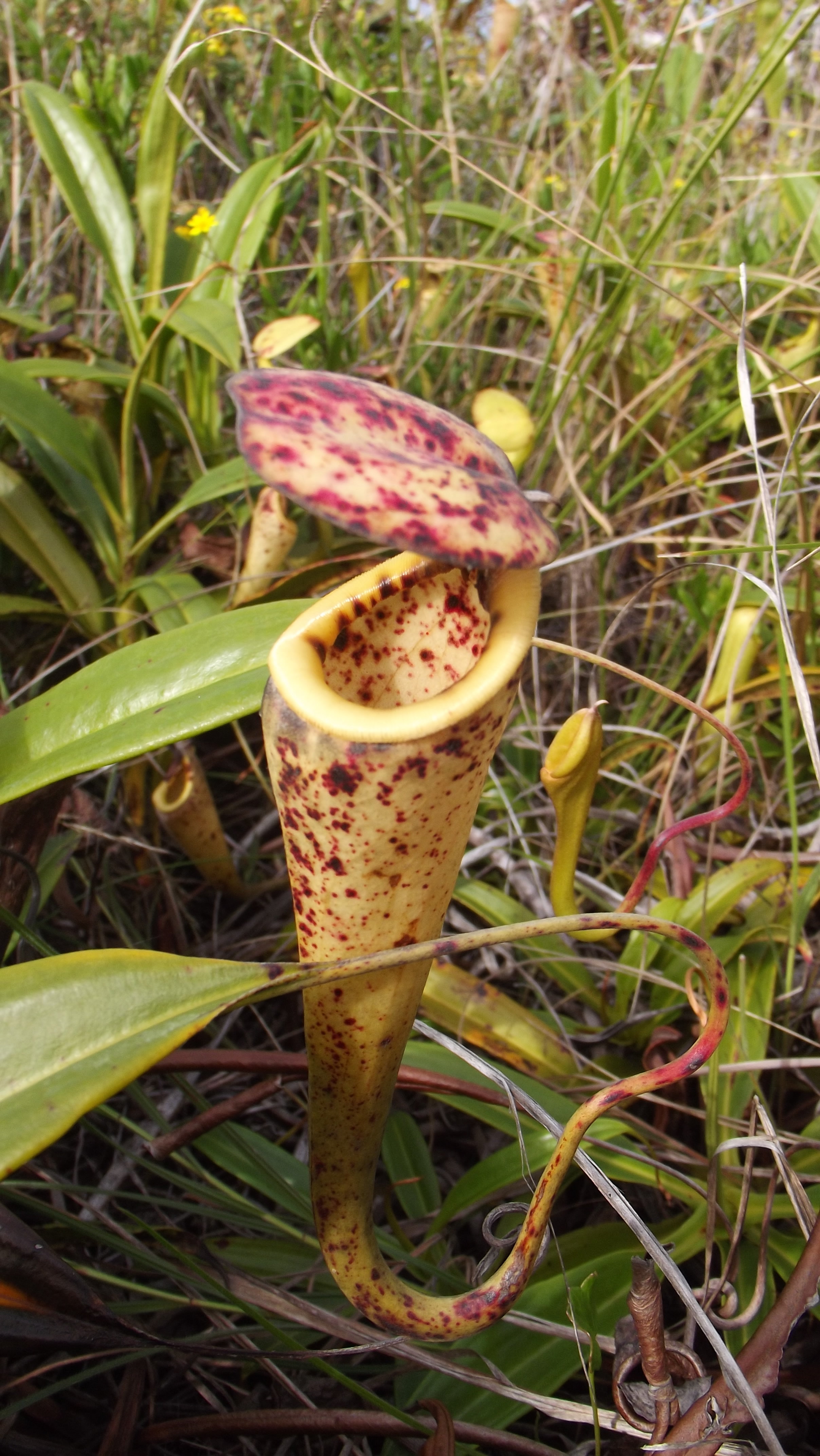